# Samuel Roberts
Samuel Roberts (né le 15 décembre 1827 à Horncastle et mort le 18 septembre 1913 à Londres) est un mathématicien britannique.

## Biographie
Roberts étudie à la Queen Elizabeth's Grammar School, Horncastle (en). Il s'inscrit en 1845 à l'université de Londres, où il obtient en 1847 son baccalauréat en mathématiques et en 1849 sa maîtrise en mathématiques et physique, major de sa promotion. Il entame ensuite des études de droit et devient avocat en 1853. Après avoir exercé le droit pendant quelques années, il abandonne sa carrière de juriste et retourne aux mathématiques, même s'il n'occupe aucun poste académique. 
Il publie son premier article mathématique en 1848. En 1865, il est un participant important lors de la création de la London Mathematical Society (LMS). De 1866 à 1892, il est conseiller juridique pour la LMS, de 1872 à 1880 il en est trésorier, et de 1880 à 1882 il en est président. En 1896 il reçoit la médaille De Morgan. En 1878 il est élu fellow de la Royal Society.
Roberts a publié des articles dans divers domaines mathématiques, notamment en géométrie, théorie de l'interpolation numérique et sur les équations diophantiennes.
On attribue à Roberts et Pafnouti Tchebychev le  théorème de Roberts-Tchebychev (en) relatif au mécanisme à quatre barres.